# Tatra 97

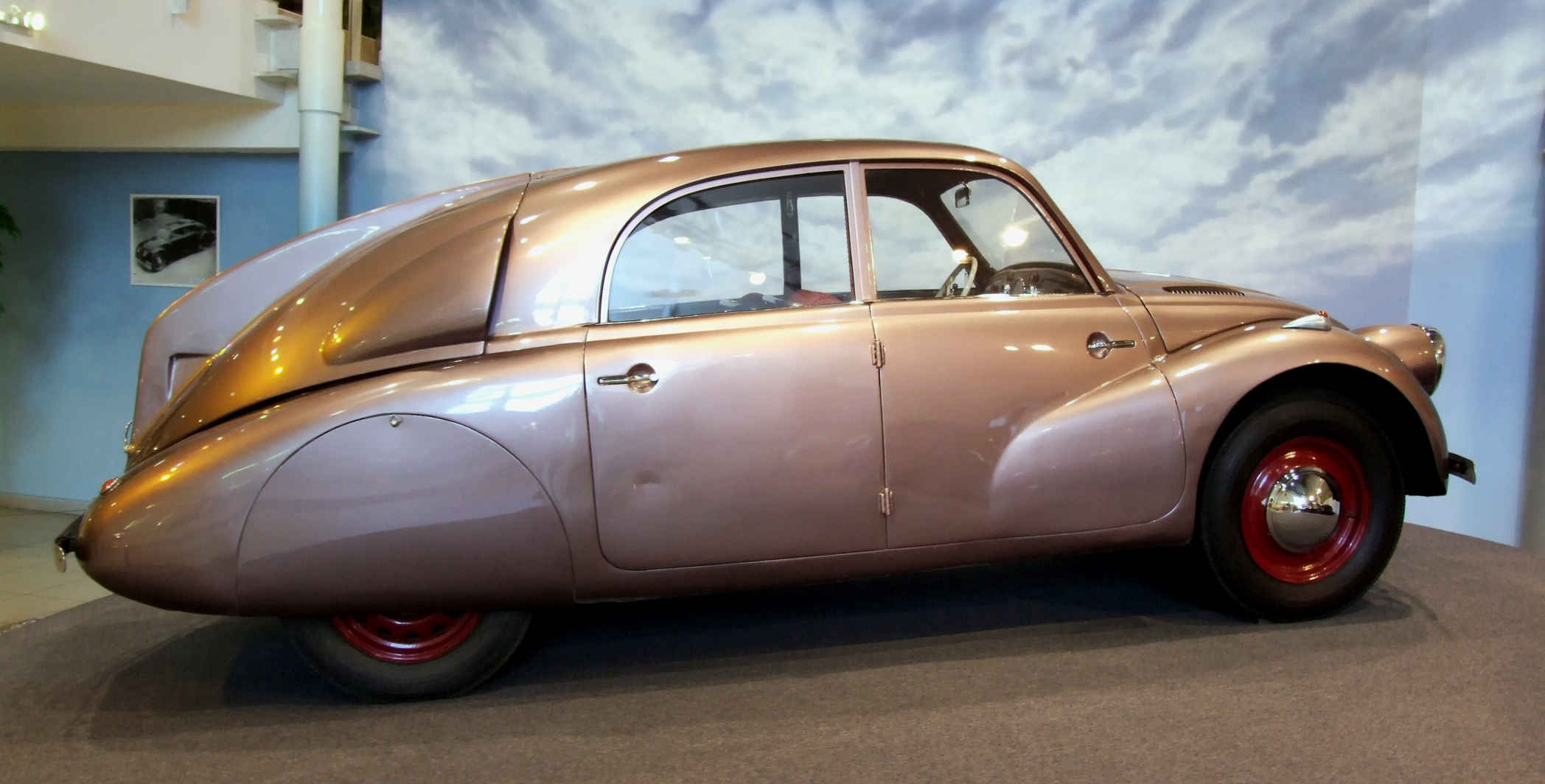
Tatra 97 im Tatra-Museum in Kopřivnice

Der Tatra 97 war ein PKW-Modell der Mittelklasse des tschechoslowakischen Herstellers Tatra; 508 Fahrzeuge dieser kleineren Version des Tatra 87 wurden von 1937 bis 1939 hergestellt. Nachfolger war ab 1946 der modernisierte Typ 107, der 1948 durch den Tatra 600 Tatraplan ersetzt wurde.

## Geschichte
Der Tatra 97 wurde 1937 gleichzeitig mit dem größeren Typ 87 präsentiert. Der Wagen hatte eine um 470 mm kürzere Karosserie in der gleichen Form wie das größere Modell. Dazu erhielt er einen neu entwickelten Vierzylinder-OHC-Boxermotor mit 1749 cm³ Hubraum. Alle Exemplare trugen, wie der Typ 77 A und T87, eine Luftleitflosse. Die ersten Modelle hatten noch Pendelwinker, spätere Fahrzeuge wurden mit Blinkern auf den vorderen Kotflügeln produziert.

## Ähnlichkeiten mit dem KdF-Wagen/VW Käfer
Sowohl die moderne Gestaltung als auch die technischen Spezifikationen wie der luftgekühlte 4-Zylinder-Boxermotor im Fahrzeugheck gaben dem T97 eine auffällige Ähnlichkeit mit dem KdF-Wagen, der später als VW Käfer bekannt wurde. Es wird vermutet, dass Porsche die Entwürfe von Tatra verwandte, da er unter enormem Druck ein Konzept vorstellen musste. Laut dem Buch „Car Wars“ sagte Adolf Hitler, der Tatra sei sein „Wunschauto für die deutschen Autobahnen“. Später gab Ferdinand Porsche zu, bei der Entwicklung des KdF-Wagens bei Hans Ledwinka abgeschaut zu haben.
Bereits vor dem Zweiten Weltkrieg verklagte Tatra Porsche auf Schadensersatz, Hitler stoppte die Klage und versprach eine Regelung. Nach der sogenannten Zerschlagung der Rest-Tschechei durch Hitlerdeutschland wurde die Produktion des Tatra-Fahrzeugs sofort gestoppt. Erst 1961 wurden Tatra von der Volkswagen AG wegen Patentverletzungen an Motor und Design 1.000.000 DM zugestanden.

## Technische Daten
Typ 97 Baujahr 1937–39

- Länge: 4270 mm
- Breite: 1610 mm
- Gesamthöhe: 1450 mm
- Radstand: 2600 mm
- Spurweite vorne: 1250 mm
- Spurweite hinten: 1230 mm
- Bodenfreiheit: 210 mm
- Motor: luftgekühlter OHC-Vierzylinder-Boxermotor, (1 axiales Kühlgebläse)
- Hubraum: 1749 cm³, resultierend aus 75 mm Bohrung und 99 mm Hub[3]
- Leistung: 40 PS (29 kW) bei 3500/min
- Getriebe: Einscheiben-Trockenkupplung, Viergang-Schaltgetriebe mit Mittelschaltung, 3. und 4. Gang synchronisiert
- Antriebsart: Heckantrieb
- Leergewicht 1150 kg
- Höchstgeschwindigkeit 130 km/h (Werksangabe)
- Normverbrauch: 11,0 l/100 km